# Ljudmila Novak
Ljudmila Novak (Maribor, 1º agosto 1959) è una politica e insegnante slovena, leader del partito Nuova Slovenia.

## Biografia
Di professione insegnante di lingua e letteratura tedesca e slovena, iniziò la sua carriera politica nel partito Nuova Slovenia nel 2000, mentre dal 2001 al 2004 fu sindaco del comune di Moravče (in prossimità di Lubiana).
Alle elezioni europee del 2004 fu eletta al Parlamento Europeo nelle file di Nuova Slovenia, nel gruppo del Partito Popolare Europeo. È stata un membro della "Commissione per la cultura e l'istruzione" e della "Delegazione all'Assemblea parlamentare paritetica ACP-UE"; è stata inoltre membro sostituto della "Commissione per lo sviluppo regionale" e della "Delegazione per le relazioni con il Mercosur". È nota la sua proposta di usare l'esperanto per risolvere i problemi di comunicazione dell'UE in modo economico.
Nel 2008 è successa ad Andrej Bajuk alla guida del partito.
Alle elezioni del 2009 si è ricandidata, ma non è risultata eletta.
Alle elezioni del 4 dicembre 2011 è stata eletta al parlamento sloveno e a fine dicembre ne diviene vicepresidente. Il 10 febbraio 2012 diventa ministro degli sloveni all'estero.